# Сирайки
Сирайки (самоназвание — سرائیکی [Sarāikī], англ. Saraiki, Siraiki, Seraiki, в.-пандж. ਸਰਾਇਕੀ) — один из стандартных языков, распространённых в Пакистане. Сирайки создан на основе ряда местных бесписьменных диалектов индоарийского языка, на которых общаются свыше 25 миллионов представителей народа сераики. Иногда сирайки относят к южным диалектам макроязыка лахнда, но ныне эта точка зрения считается устаревшей.

## Распространение
Сирайки распространён на юге провинции Пенджаб, в приграничных областях провинции Синд, а также на северо-западе провинции Пенджаб, в южных округах Дера-Исмаил-Хан и Танк провинции Хайбер-Пахтунхва, а также около 70 000 эмигрантов и их потомков в Индии. Развитие стандартного письменного языка началось после создания Пакистана в 1947 году и поощрялось местным регионалистским движением. Данные национальной переписи населения Пакистана фиксируют носителей сирайки с 1981:46. Сирайки — четвёртый по распространённости язык Пакистана после панджаби, пуштунского и синдхи. В провинции Пенджаб сирайки — один из двух основных языков.

## Письменность
Для записи сирайки используется преимущественно письменность на арабской графической основе. Алфавит выглядит так:
| آ | اَ | ب | ٻ | پ | ت | ٹ | ج | ڄ | چ | ح |
| خ | د | ڈ | ݙ | ر | ڑ | ز | س | ش | ص | ض |
| ط | ظ | ع | غ | ف | ق | ک | گ | ڳ | ل | م |
| ن | ݨ | و | ه | ى | ث | ذ | ژ |   |   |   |